# Psilocybe hispanica
A Psilocybe hispanica é uma espécie de fungo da família Hymenogastraceae [en]. Produz pequenos cogumelos marrons com píleos cônicos a convexos de até 10 mm de diâmetro e estipe de 16 a 25 mm de comprimento por 0,5 a 1 mm de espessura. Considerado novo para a ciência em 2000, ele só é conhecido da cordilheira dos Pireneus no norte da Espanha e no sudoeste da França, onde cresce em esterco de cavalo em prados alpinos a altitudes de 1.700 a 2.300 m. O cogumelo contém o composto psicoativo psilocibina. A possível representação dessa espécie na arte rupestre de 6.000 anos em Selva Pascuala sugere que ela pode ter sido usada em rituais religiosos antigos - a evidência mais antiga desse tipo de uso na Europa pré-histórica.

## Taxonomia
A espécie foi descrita pelo micologista mexicano Gastón Guzmán [en] em uma publicação de 2000, com base em espécimes coletados por Ignacio Seral Bozal perto de Huesca, no norte da Espanha, em 1995. A Psilocybe hispanica é classificada na seção Semilanceata do gênero Psilocybe devido aos seus esporos com paredes espessas e ao basidioma (esporocarpo dos basidiomicetos) que fica azulado com o manuseio. O epíteto específico hispanica significa "espanhol" em latim.

## Descrição
O formato do píleo varia de um pouco cônico a convexo e atinge diâmetros de 5 a 10 mm. Sua superfície é lisa, um pouco pegajosa a seca e de cor marrom a amarelo-acastanhado. As lamelas são subadnatas e na cor marrom-violáceas com bordas esbranquiçadas. O estipe tem de 16 a 25 mm de comprimento por 0,5 a 1 mm de espessura, é cilíndrico e ligeiramente bulboso na base. É amarelo-esbranquiçado, com tons de vinho ou azul-esverdeado a enegrecido em direção à base. Os espécimes maduros não apresentam um anel no estipe. A carne é esbranquiçada, mas como a maioria das espécies que contêm psilocibina, mancha-se de azul quando feridas.
Os esporos são elipsoides e medem 12-14,5 por 6,5-8 μm. Eles têm uma parede amarelo-acastanhada com mais de 1 μm de espessura e um poro germinativo apical largo com um hilar curto anexo à base (uma região onde o esporo já esteve preso ao esterigma). Os basídios (células portadoras de esporos no himênio) têm quatro esporos, são hialinos (translúcidos) e medem de 32 a 44 por 8 a 12 μm. A pileipellis é formada por uma camada gelatinosa de 130-150 μm de espessura, hifas hialinas de paredes finas, medindo 1,5 a 4 μm de largura. O hipodérmio (a camada de tecido diretamente abaixo da pileipellis) é feito de hifas hialinas de paredes finas, com 2,5 a 8 μm de largura, com um pigmento incrustante marrom. As fíbulas estão presentes nas hifas.

### Espécies semelhantes
A Psilocybe semilanceata tem aparência semelhante à da P. hispanica, mas pode ser distinguida por sua aparência micenoide (semelhante à Mycena) e pelo píleo umbonado agudo. Embora o habitat de pastagem das duas espécies seja semelhante, a P. semilanceata não cresce diretamente no esterco; em vez disso, é uma espécie saprófitas que cresce em raízes de grama em decomposição. A P. fimetaria também se assemelha à P. hispanica, mas também tem aparência micenoide e um anel no estipe. Em termos de características microscópicas, a P. fimetaria tem queilocistídios maiores que medem 20-32 por 4-8 μm. A P. hispanica difere da P. liniformans var. liniformans por não ter uma borda lamelar gelatinosa. A P. liniformans var. americana tem queilocistídios maiores, medindo 22-33 por 5,5-9 μm, e é conhecida por crescer apenas no solo ao redor de ervas, no noroeste e nordeste dos EUA e no Chile. A Deconica coprophila (anteriormente conhecido como Psilocybe coprophila) é uma espécie de um pequeno cogumelo marrom que também cresce no esterco, mas não contém psilocibina e não tem um estipe azulado.

## Habitat e distribuição
O Psilocybe hispanica é um fungo coprófilo (que cresce em esterco) e produz basidiomas que crescem solitariamente ou em grupos densos em esterco de cavalo; às vezes, mais de 25 esporocarpos podem surgir do mesmo esterco. No relatório original de Guzmán, eles foram encontrados em um prado dos Pireneus em Aragão, em uma altitude de 2.300 metros. Em 2003, a espécie foi relatada em Tramacastillo de Tena, um pequeno vilarejo nos Pireneus; também foi relatado que ela "penetrou na parte francesa dos Pireneus". Dentro de sua área restrita, o cogumelo é muito comum em altitudes de 1.700 a 2.300 m.

## Usos
O cogumelo é consumido de forma recreativa por jovens espanhóis por seus efeitos de alteração da mente;  outros cogumelos usados de forma recreativa na Espanha incluem o P. semilanceata e o P. gallaeciae. Guzmán e Castro relatam que um medalhão do século XVII encontrado no Vale de Tena, no sul dos Pireneus, tinha imagens de um demônio e cogumelos esculpidos nele. Os cogumelos - possivelmente P. semilanceata ou P. hispanica, de acordo com Guzmán e Castro - eram usados em bruxaria, uma prática comum no vale durante a Idade Média.
Tem sido argumentado que a arte rupestre pré-histórica em um local conhecido como Selva Pascuala, próximo à cidade espanhola de Villar del Humo, fornece evidências de que a P. hispanica era usada em rituais religiosos há 6.000 anos atrás. O abrigo rochoso [en] em Selva Pascuala foi descoberto no início do século XX; no início do século XXI, percebeu-se que os objetos em um dos murais, que anteriormente haviam sido descritos como cogumelos, correspondiam à morfologia geral da P. hispanica: o mural mostra uma fileira de 13 objetos semelhantes a cogumelos com píleos convexos a cônicos e estipes sem anel que variam de retos a sinuosos (ondulados). Além disso, o mural mostra um touro, o que sugere uma associação com a P. hispanica coprofílica. Embora a espécie alucinógena P. semilanceata também seja comum na área onde o mural foi encontrado, sua forma diferente (estreitamente cônica e agudamente papilar) e seu habitat no solo em vez de esterco, sugerem que não é a espécie representada no mural. Se a interpretação estiver correta, o mural representa uma evidência muito antiga do uso de fungos psicodélicos na Europa e o terceiro exemplo relatado de arte rupestre que sugere o uso pré-histórico de fungos neurotrópicos. O exemplo mais antigo é o de Tassili n'Ajjer, no deserto do Saara, no sudeste da Argélia. Em 1992, o etnobotânico italiano Giorgio Samorini relatou ter encontrado um mural pintado, datado de 7.000 a 9.000 a.C., retratando cogumelos, posteriormente identificados como Psilocybe mairei, uma espécie que contém pscilocibina, conhecida da Argélia e do Marrocos.

## Links externos
- Psilocybe hispanica no Index Fungorum
- Psilocybe hispanica Photo Gallery